# 8丁目 / セント・マークス・プレイス (マンハッタン)
経路図: 

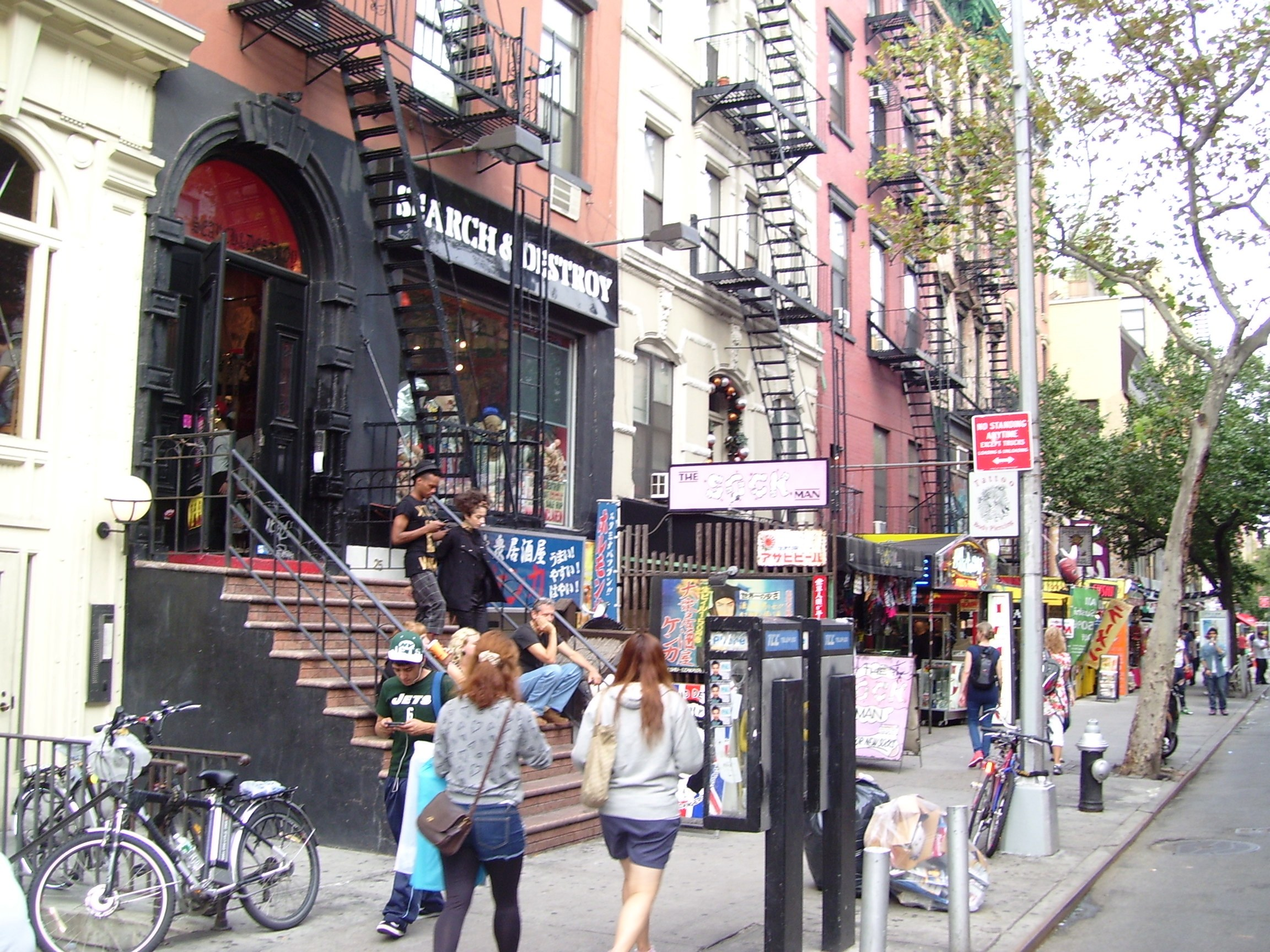
セント・マークス・プレイス（2010年）

8丁目 (8th Street) は、ニューヨーク市マンハッタン区を東西に走る通り（クロスタウン）である。西端の6番街から3番街まで、およびアベニューBから東端のアベニューDまでを走る。その番地は5番街を境に東と西が変わる。3番街からアベニューAの区間はセント・マークス・プレイス (St. Mark's Place) という名前に変わる。6番街より西ではグリニッジ・アベニューと接続し、アベニューAとアベニューBの間はトンプキンス・スクエアによって通りが中断されている。これらの通りの全区間は東行きの一方通行である。

## 概要
セント・マークス・プレイスの名前は、マンハッタンの通りの一覧10丁目と2番街の角にあるバワリーのセント・マークス教会 (en) から取られている。セント・マークス・プレイスはイースト・ヴィレッジにおける文化の中心的な通りであるとみなされている。セント・マークス・プレイスには多くの小売店が並んでいる。有名なものにはen:Gem Spa, Yaffa Café, the St. Mark's Hotel, St. Mark's Comics, およびen:Trash & Vaudevilleがある。また、通り沿いにはサングラスや衣類、アクセサリーなどを販売する露店が並ぶ。そして、レコード・ショップや数々のレストランやバーもこの通りに多くある。
セント・マークス・プレイスには日本食レストランも多く、日本のガイドブックによってはニューヨークの「リトル・トーキョー」として紹介しているものもある。
東8丁目とアスター・プレイスに挟まれたプラザにあるアラモ像（正式には「アスター・プレイスの立方体」）は、待ち合わせ場所として有名である。

## 交通機関
- バス:
  - M8 - 6番街からアベニュー Aの区間を東行きに走る。
- 地下鉄駅:
  - IRTレキシントン・アベニュー線（4 6 <6> 系統の列車）アスター・プレイス駅
  - BMTブロードウェイ線（N Q R W 系統の列車）8丁目-ニューヨーク大学駅
  - IND6番街線・IND8番街線（A B C D E F M 系統の列車）西4丁目-ワシントン・スクエア駅はグリニッジ・アベニューから半ブロック南の6番街にある。
  - IRTブロードウェイ-7番街線（1 2 3 系統の列車）14丁目駅 (en) はグリニッジ・アベニューの1ブロック北の7番街にある。
  - IND8番街線・BMTカナーシー線（A C E L 系統の列車）14丁目/8番街駅の北西端はグリニッジ・アベニューから半ブロック北の8番街と14丁目にある。
  - 9丁目 (en) パストレイン駅はグリニッジ・アベニューの1ブロック北の6番街と9丁目にある。

## 大衆文化における8丁目

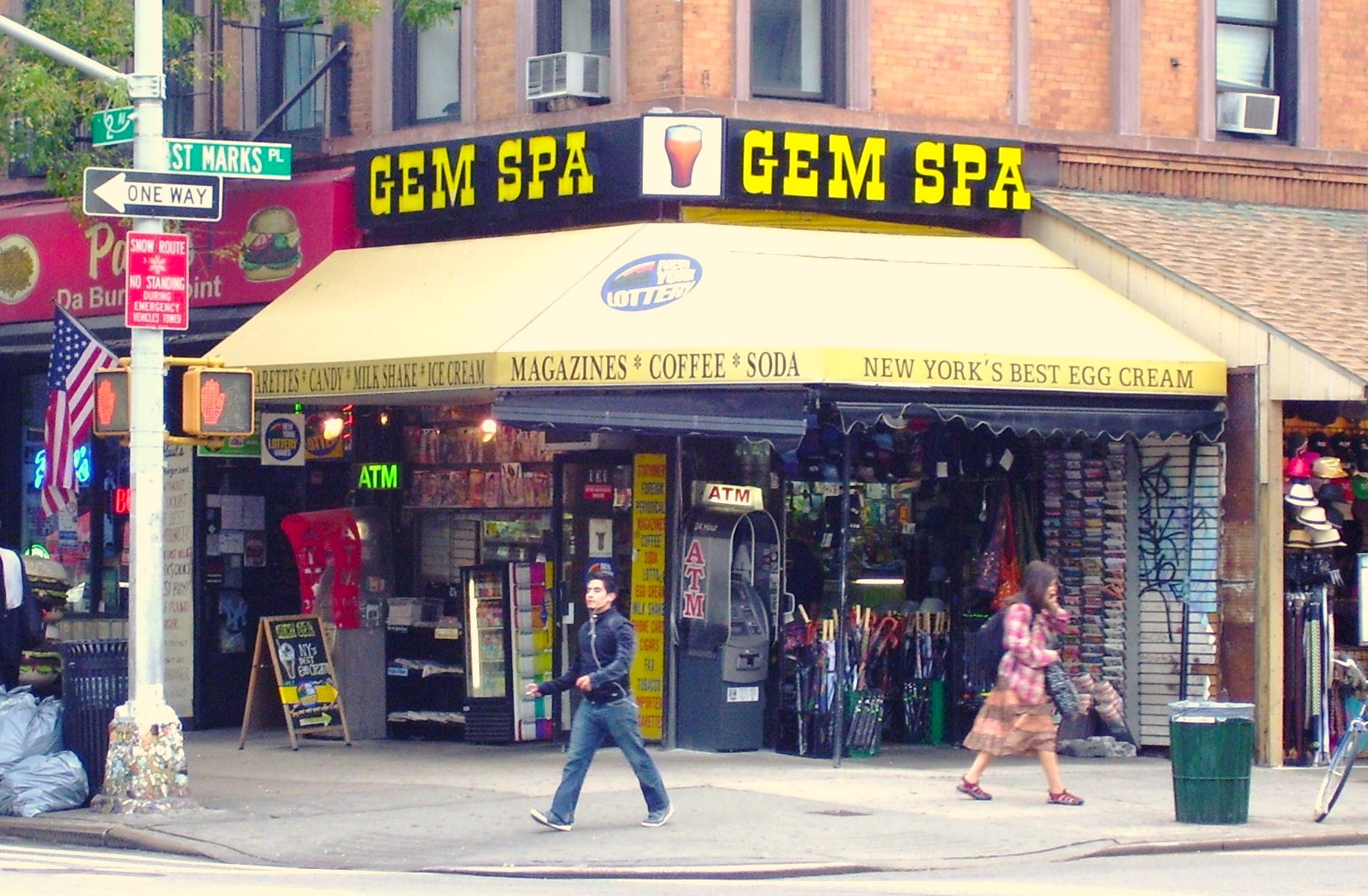
Gem Spaはおよそ80年間、"街角の店"として経営を続けている。

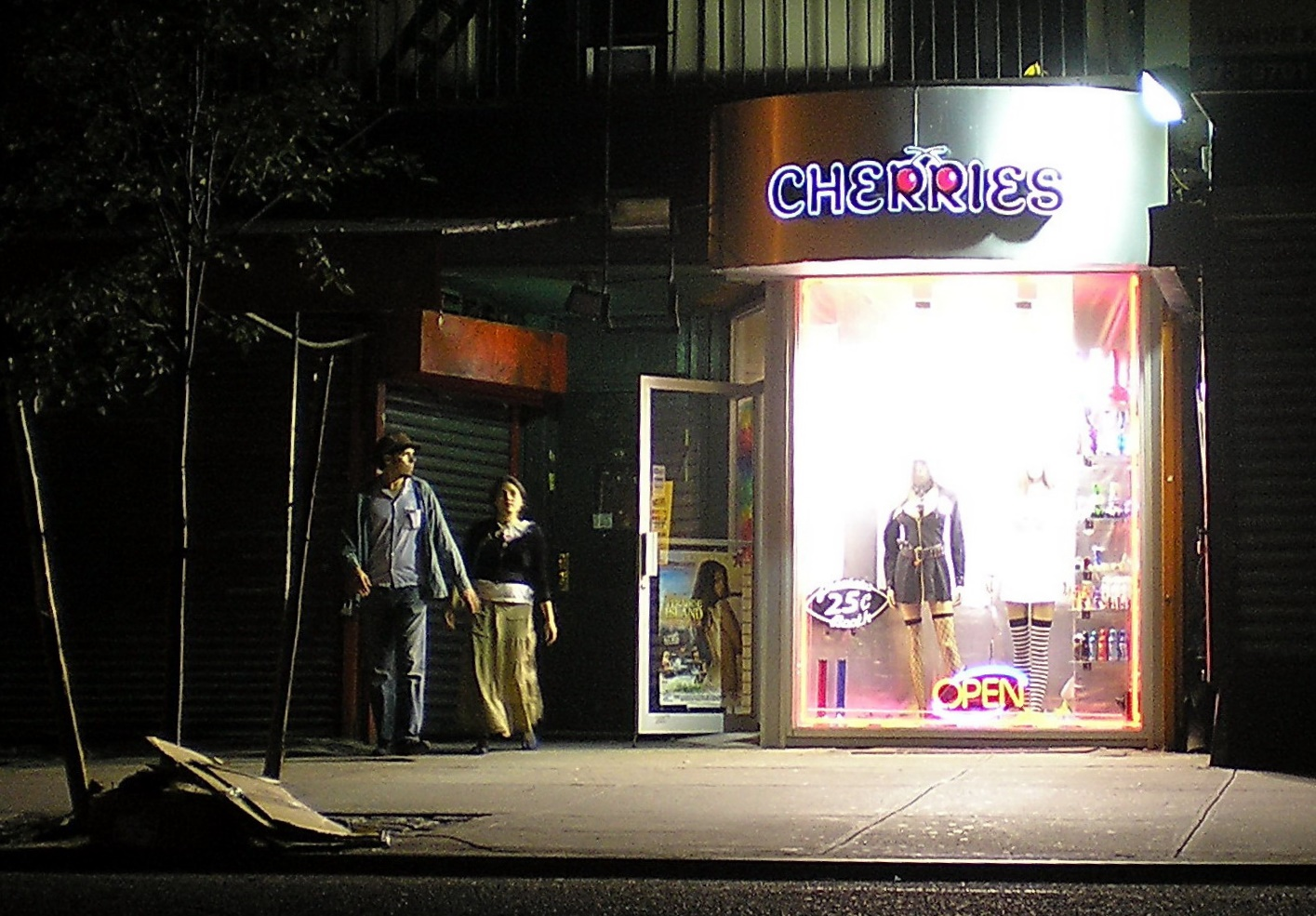
アダルト・ショップCherries。この店の看板はサタデー・ナイト・ライブのオープニングに使われている。2011年後半に閉店。

セント・マークス・プレイスはポップ・カルチャーの様々な作品に登場する：